# Jaroslav Pitner
Jaroslav Pitner (7. února 1926 Chorušice – 20. března 2009 Jihlava) byl československý trenér ledního hokeje a hokejový brankář. Byl trenérem československého národního hokejového mužstva (1966–1972) a klubu Dukla Jihlava (1958–1982). S československou reprezentací vyhrál domácí světový šampionát v roce 1972 a získal další čtyři medaile, s jihlavskou Duklou vybojoval osm titulů mistra republiky. V roce 2008 byl uveden do Síně slávy českého hokeje.